# 에레모스파이라과
에레모스파이라과(Eremosphaeraceae)는 트레보욱시아강 클로렐라목에 속하는 녹조류과의 하나이다. 2속 5종으로 이루어져 있다.

## 하위 속
- 에레모스파이라속 (Eremosphaera) - 현재 알주머니말과로 분류[2]
- Excentrosphaera - 유일종 E. viridis
- Neglectella - 4종